# Михајло Цветковић
Михајло Цветковић (Ниш, 10. јануар 2007) српски је фудбалер који тренутно игра за Андерлехт.

## Каријера
Цветковић је почео да тренира у школи фудбала Шампиона Наис из Ниша. Пет година узастопно, почевши од 2015. проглашаван је за најбољег играча тог клуба. Током 2020. године прешао је у Чукарички и викендом путовао у Београд на утакмице. Први професионални уговор с клубом је потписао у јануару 2022, напунивши 15 година. Током такмичарске 2022/23. постигао је 38 погодака у кадетском узрасту. У Суперлиги Србије је дебитовао против Железничара у Панчеву 4. септембра 2023, заменивши на терену Луку Аџића након нешто више од једног часа игре. Изједначујући погодак за коначних 2 : 2 постигао је у 82. минуту сусрета, чиме је постао најмлађи стрелац у историји Чукаричког. Ушавши у игру уместо Сандеја Адетунџија у 78. минуту сусрета с Ференцварошем, Цветковић је постао најмлађи фудбалер који је наступио у првом колу Лиге конференције за сезону 2023/24. У стартној постави своје екипе по први пут се нашао на сусрету с Вождовцем, у оквиру11. кола Суперлиге.

## Репрезентација
Цветковић је током пролећа и јесени 2021. године по два пута наступио у проверама пионирске репрезентације Србије. На последњем од тих сусрета био је стрелац водећег поготка у победи своје екипе, резултатом 3 : 1. За наредну узрасну категорију дебитовао је у октобру исте године, у двомечу с Бугарском. Постигао је један погодак. Био је стрелац и против Републике Ирске, у оквиру Меморијалног турнира „Миљан Миљанић”. Почетком септембра 2022. Цветковић је дебитовао и за кадетску репрезентацију Србије. С том екипом је изборио пласман на Европско првенство и касније се нашао на списку селектора Александра Луковића за завршни турнир. На том такмичењу постигао је два поготка. Није био у саставу екипе у првој фази следећег циклуса квалификација. Поново је позван за двомеч против Словеније у марту 2024.

## Статистика

### Клупска
Ажурирано 2. марта 2024.
| Клуб      | Сезона   | Лига             | Лига | Лига | Национални куп | Национални куп | Европа | Европа | Остало | Остало | Укупно | Укупно |
| Клуб      | Сезона   | Дивизија         |      | Гол  |                | Гол            |        | Гол    |        | Гол    |        | Гол    |
| --------- | -------- | ---------------- | ---- | ---- | -------------- | -------------- | ------ | ------ | ------ | ------ | ------ | ------ |
| Чукарички | 2023/24. | Суперлига Србије | 16   | 3    | 2              | 1              | 6      | 0      | —      | —      | 24     | 4      |

### Утакмице у дресу репрезентације
| Репрезентација Србије у узрасту до 15 година старости | Репрезентација Србије у узрасту до 15 година старости | Репрезентација Србије у узрасту до 15 година старости | Репрезентација Србије у узрасту до 15 година старости | Репрезентација Србије у узрасту до 15 година старости | Репрезентација Србије у узрасту до 15 година старости | Репрезентација Србије у узрасту до 15 година старости | Репрезентација Србије у узрасту до 15 година старости | Репрезентација Србије у узрасту до 15 година старости | Репрезентација Србије у узрасту до 15 година старости |
| #                                                     | Датум                                                 | Такмичење                                             | Локација                                              | Домаћин                                               | Резултат                                              | Гост                                                  | Гол                                                   | Реф.                                                  |                                                       |
| ----------------------------------------------------- | ----------------------------------------------------- | ----------------------------------------------------- | ----------------------------------------------------- | ----------------------------------------------------- | ----------------------------------------------------- | ----------------------------------------------------- | ----------------------------------------------------- | ----------------------------------------------------- | ----------------------------------------------------- |
| 1.                                                    | 18. мај 2021.                                         | Пријатељска утакмица                                  | Тренинг центар ФС БиХ, Зеница                         | Босна и Херцеговина                                   | 0 : 0                                                 | Србија                                                |                                                       | [ 23 ]                                                |                                                       |
| 2.                                                    | 20. мај 2021.                                         | Пријатељска утакмица                                  | Тренинг центар ФС БиХ, Зеница                         | Босна и Херцеговина                                   | 1 : 1                                                 | Србија                                                |                                                       | [ 24 ]                                                |                                                       |
| 3.                                                    | 28. септембар 2021.                                   | Пријатељска утакмица                                  | Стадион на Ади Циганлији, Београд                     | Србија                                                | 2 : 0                                                 | Босна и Херцеговина                                   |                                                       | [ 25 ]                                                |                                                       |
| 4.                                                    | 30. септембар 2021.                                   | Пријатељска утакмица                                  | Стадион на Ади Циганлији, Београд                     | Србија                                                | 3 : 1                                                 | Босна и Херцеговина                                   | Гол                                                   | [ 12 ]                                                |                                                       |
| 4                                                     | Укупан број утакмица и постигнутих погодака           | Укупан број утакмица и постигнутих погодака           | Укупан број утакмица и постигнутих погодака           | Укупан број утакмица и постигнутих погодака           | Укупан број утакмица и постигнутих погодака           | Укупан број утакмица и постигнутих погодака           | 1                                                     |                                                       |                                                       |

| Репрезентација Србије у узрасту до 16 година старости | Репрезентација Србије у узрасту до 16 година старости | Репрезентација Србије у узрасту до 16 година старости | Репрезентација Србије у узрасту до 16 година старости | Репрезентација Србије у узрасту до 16 година старости | Репрезентација Србије у узрасту до 16 година старости | Репрезентација Србије у узрасту до 16 година старости | Репрезентација Србије у узрасту до 16 година старости | Репрезентација Србије у узрасту до 16 година старости | Репрезентација Србије у узрасту до 16 година старости |
| #                                                     | Датум                                                 | Такмичење                                             | Локација                                              | Домаћин                                               | Резултат                                              | Гост                                                  | Гол                                                   | Реф.                                                  |                                                       |
| ----------------------------------------------------- | ----------------------------------------------------- | ----------------------------------------------------- | ----------------------------------------------------- | ----------------------------------------------------- | ----------------------------------------------------- | ----------------------------------------------------- | ----------------------------------------------------- | ----------------------------------------------------- | ----------------------------------------------------- |
| 1.                                                    | 21. септембар 2021.                                   | Пријатељска утакмица                                  | Национални фудбалски центар Бојана, Софија            | Бугарска                                              | 1 : 2                                                 | Србија                                                |                                                       | [ 26 ]                                                |                                                       |
| 2.                                                    | 23. септембар 2021.                                   | Пријатељска утакмица                                  | Национални фудбалски центар Бојана, Софија            | Бугарска                                              | 1 : 1                                                 | Србија                                                | Гол                                                   | [ 14 ]                                                |                                                       |
| 3.                                                    | 2. март 2022.                                         | Пријатељска утакмица                                  | Спортски центар ФС ЦГ, Подгорица                      | Црна Гора                                             | 0 : 3                                                 | Србија                                                |                                                       | [ 27 ]                                                |                                                       |
| 4.                                                    | 12. април 2022.                                       | Меморијални турнир „Миљан Миљанић”                    | Кућа фудбала, Стара Пазова                            | Србија                                                | 3 : 2                                                 | Република Ирска                                       | Гол                                                   | [ 15 ]                                                |                                                       |
| 5.                                                    | 14. април 2022.                                       | Меморијални турнир „Миљан Миљанић”                    | Кућа фудбала, Стара Пазова                            | Србија                                                | 4 : 3                                                 | Црна Гора                                             |                                                       | [ 28 ]                                                |                                                       |
| 6.                                                    | 5. мај 2022.                                          | Развојни турнир УЕФА                                  | Кућа фудбала, Стара Пазова                            | Србија                                                | 2 : 1                                                 | Мађарска                                              |                                                       | [ 29 ]                                                |                                                       |
| 7.                                                    | 7. мај 2022.                                          | Развојни турнир УЕФА                                  | Кућа фудбала, Стара Пазова                            | Србија                                                | 2 : 1                                                 | Словачка                                              |                                                       | [ 30 ]                                                |                                                       |
| 8.                                                    | 10. мај 2022.                                         | Развојни турнир УЕФА                                  | Кућа фудбала, Стара Пазова                            | Србија                                                | 3 : 0                                                 | Финска                                                |                                                       | [ 31 ]                                                |                                                       |
| 8                                                     | Укупан број утакмица и постигнутих погодака           | Укупан број утакмица и постигнутих погодака           | Укупан број утакмица и постигнутих погодака           | Укупан број утакмица и постигнутих погодака           | Укупан број утакмица и постигнутих погодака           | Укупан број утакмица и постигнутих погодака           | 2                                                     |                                                       |                                                       |

| Репрезентација Србије у узрасту до 17 година старости | Репрезентација Србије у узрасту до 17 година старости | Репрезентација Србије у узрасту до 17 година старости | Репрезентација Србије у узрасту до 17 година старости | Репрезентација Србије у узрасту до 17 година старости | Репрезентација Србије у узрасту до 17 година старости | Репрезентација Србије у узрасту до 17 година старости | Репрезентација Србије у узрасту до 17 година старости | Репрезентација Србије у узрасту до 17 година старости | Репрезентација Србије у узрасту до 17 година старости |
| #                                                     | Датум                                                 | Такмичење                                             | Локација                                              | Домаћин                                               | Резултат                                              | Гост                                                  | Гол                                                   | Реф.                                                  |                                                       |
| ----------------------------------------------------- | ----------------------------------------------------- | ----------------------------------------------------- | ----------------------------------------------------- | ----------------------------------------------------- | ----------------------------------------------------- | ----------------------------------------------------- | ----------------------------------------------------- | ----------------------------------------------------- | ----------------------------------------------------- |
| 1.                                                    | 6. септембар 2022.                                    | Пријатељска утакмица                                  | Кућа фудбала, Стара Пазова                            | Србија                                                | 2 : 4                                                 | Шведска                                               |                                                       | [ 32 ]                                                |                                                       |
| 2.                                                    | 8. септембар 2022.                                    | Пријатељска утакмица                                  | Кућа фудбала, Стара Пазова                            | Србија                                                | 2 : 1                                                 | Шведска                                               |                                                       | [ 33 ]                                                |                                                       |
| 3.                                                    | 4. октобар 2022.                                      | Пријатељска утакмица                                  | Кућа фудбала, Стара Пазова                            | Србија                                                | 4 : 1                                                 | Словенија                                             | Гол                                                   | [ 34 ]                                                |                                                       |
| 4.                                                    | 6. октобар 2022.                                      | Пријатељска утакмица                                  | Кућа фудбала, Стара Пазова                            | Србија                                                | 5 : 2                                                 | Словенија                                             |                                                       | [ 35 ]                                                |                                                       |
| 5.                                                    | 4. новембар 2022.                                     | Квалификације за Европско првенство                   | Стелиос Киријакидис, Пафос                            | Србија                                                | 12 : 0                                                | Гибралтар                                             | Гол · Гол                                             | [ 36 ]                                                |                                                       |
| 6.                                                    | 7. новембар 2022.                                     | Квалификације за Европско првенство                   | Стелиос Киријакидис, Пафос                            | Кипар                                                 | 1 : 3                                                 | Србија                                                |                                                       | [ 37 ]                                                |                                                       |
| 7.                                                    | 22. март 2023.                                        | Квалификације за Европско првенство                   | Кућа фудбала, Стара Пазова                            | Србија                                                | 1 : 2                                                 | Белорусија                                            |                                                       | [ 38 ]                                                |                                                       |
| 8.                                                    | 25. март 2023.                                        | Квалификације за Европско првенство                   | Кућа фудбала, Стара Пазова                            | Србија                                                | 5 : 0                                                 | Босна и Херцеговина                                   |                                                       | [ 39 ]                                                |                                                       |
| 9.                                                    | 28. март 2023.                                        | Квалификације за Европско првенство                   | Кућа фудбала, Стара Пазова                            | Израел                                                | 5 : 0                                                 | Србија                                                | Гол                                                   | [ 40 ]                                                |                                                       |
| 10.                                                   | 18. мај 2023.                                         | Европско првенство                                    | Тренинг центар, Телки                                 | Србија                                                | 2 : 4                                                 | Словенија                                             | Гол                                                   | [ 41 ]                                                |                                                       |
| 11.                                                   | 21. мај 2023.                                         | Европско првенство                                    | Стадион Нандор Хидегкути, Будимпешта                  | Србија                                                | 2 : 0                                                 | Италија                                               | Гол                                                   | [ 42 ]                                                |                                                       |
| 12.                                                   | 24. мај 2023.                                         | Европско првенство                                    | Стадион ФК Будаерш                                    | Шпанија                                               | 1 : 1                                                 | Србија                                                |                                                       | [ 43 ]                                                |                                                       |
| 13.                                                   | 27. мај 2023.                                         | Европско првенство                                    | Тренинг центар, Телки                                 | Пољска                                                | 3 : 2                                                 | Србија                                                |                                                       | [ 44 ]                                                |                                                       |
| 13                                                    | Укупан број утакмица и постигнутих погодака           | Укупан број утакмица и постигнутих погодака           | Укупан број утакмица и постигнутих погодака           | Укупан број утакмица и постигнутих погодака           | Укупан број утакмица и постигнутих погодака           | Укупан број утакмица и постигнутих погодака           | 6                                                     | [ 45 ]                                                |                                                       |